# Ivanhoe
Ivanhoe (português europeu) ou Ivanhoé (português brasileiro) é um romance histórico do escritor escocês Walter Scott, publicado em 1820. Narra a luta entre saxões e normandos e as intrigas de João sem Terra para destronar Ricardo Coração de Leão. É considerado o primeiro romance histórico do romantismo.
Nele os valores da cavalaria medieval são enaltecidos, assim como o heroísmo inglês.
Embora fosse protagonizado pelo cavaleiro Wilfred de Ivanhoé, são os personagens quase anônimos que encontram maior destaque do que este, a exemplo de Brian de Bois Guilbert, um templário, vilão que engendra várias maldades.